# Hilde Zaloscer
Hilde Zaloscer (auch Hilde Zaloszer) (geboren 15. Juni 1903 in Tuzla, Bosnien; gestorben 20. Dezember 1999 in Wien) war eine österreichische Kunsthistorikerin und Koptologin, die insbesondere zur koptischen Kunst publizierte.

## Leben
Hilde Zaloscer wuchs in der Familie des Rechtsanwalts Jacob Zaloscer und seiner Frau Bertha, geborene Kallach, in Banja Luka auf, das im seit 1876 von Österreich-Ungarn verwalteten und 1908 okkupierten Bosnien lag. Da ihr Vater zur österreichischen Oberschicht zählte und während des Ersten Weltkriegs Kriegsrichter war, konnte er 1918 das neu gegründete Königreich Jugoslawien nicht mehr betreten, seine Frau und die drei Töchter wurden enteignet und vertrieben. Zaloscer beendete ihre Schulausbildung in Wien, wohnte bis 1927 bei der Familie am Hamerlingplatz und studierte ab 1921 an der Universität Wien Kunstgeschichte und Frühgeschichte. Sie wurde 1927 bei Josef Strzygowski mit der Dissertation Die frühmittelalterliche Dreistreifenornamentik der Mittelmeerrandgebiete mit besonderer Berücksichtigung der Denkmäler am Balkan im zweiten Versuch promoviert. Die Beurteilung der Dissertation durch Strzygowski, der sich auch Carl Patsch anschloss, fiel äußerst negativ aus. Danach fand sie als Frau und Jüdin in Wien keine feste Stelle. Von 1927 bis 1936 war sie Schriftleiterin beim Kunstmagazin Belvedere des Amalthea Verlags.
1936 ging sie als Hausgehilfin zu einem ägyptischen Arzt nach Alexandria. Diese Arbeit gab sie nach sechs Monaten auf und konnte in der levantinischen Oberschicht mit literarischen Vorträgen reüssieren. Der Ägyptologe Étienne Drioton von der ägyptischen Antikenverwaltung vermittelte ihr den Auftrag, einen „Fremdenführer Kairo“ zu verfassen. Sie publizierte eine Reihe kleinerer Arbeiten über koptische Denkmäler, was für erste internationale Beachtung sorgte. Um nach Beginn des Zweiten Weltkriegs als Enemy Alien dem Internierungslager zu entgehen, schloss sie 1939 eine Scheinehe gegen Bezahlung mit einem muslimischen Ägypter, nahm den Namen Samira Shukri an und erwarb die ägyptische Staatsbürgerschaft.
Als sie nach dem Ende des Nationalsozialismus nach Wien zurückkehrte, um dort eine wissenschaftliche Anstellung zu finden, bezeichnete ihr Jugendfreund Fritz Novotny dies als aussichtslos, da der Unterrichtsminister Felix Hurdes ein Antisemit sei. 1947 sorgte Tāhā Husain dafür, dass sie als Professorin für Kunstgeschichte an die Universität Alexandria berufen wurde. Sie forschte dort unter den eingeschränkten Bedingungen einer Universität in einem unterentwickelten Land ohne ausreichende wissenschaftliche Literatur zur koptischen Kunst und publizierte in Französisch und Englisch. Nach der ägyptischen Niederlage im Sechstagekrieg 1967 wurden die Ausländer in Ägypten verfolgt und Samira Shukri alias Hilde Zaloscer gelang es nur mit viel Mühen, 33 Jahre nachdem sie das Land betreten hatte, ein Ausreisevisum zu bekommen und dafür ohne Geld Ägypten zu verlassen.
In Wien fand sie unter dem Bildungsminister Heinrich Drimmel wieder keine Anstellung und geriet wegen der Aussichtslosigkeit ihrer Lage in eine schwere Depression. Der Kunsthistoriker Meyer Schapiro vermittelte ihr 1968 eine befristete Gastprofessur für Kunstgeschichte an der Carleton University in Ottawa, die dann zweimal verlängert wurde. Mit siebzig Jahren kam sie erneut nach Wien und erhielt von 1975 bis 1978 einen Lehrauftrag am Kunsthistorischen Institut der Wiener Universität. 1987 wurde sie zur Mitarbeit an der Encyclopedia Coptica eingeladen. Sie wohnte nun wieder in Wien, fühlte sich dort aber nicht zu Hause und sah sich als „Tschuschin“.
Ihre Schwester Erna Sailer war mit dem Journalisten Karl Hans Sailer verheiratet und war von 1971 bis 1974 österreichische Botschafterin in Indien.

## Auszeichnungen
- Theodor-Körner-Preis
- Adolf-Schärf Preis der Stadt Wien
- Goldenes Verdienstkreuz des Landes Wien
- Kulturmedaille der Stadt Linz

## Schriften (Auswahl)
- Die frühmittelalterliche Dreistreifornamentik der Mittelmeerrandgebiete mit besonderer Berücksichtigung der Denkmäler am Balkan. Dissertation, Wien 1926 (ungedruckt; Universitätsbibliothek Wien, Signatur D–859).
- Quelques considérations sur les rapports entre l’art Copte et les Indes (=Annales du Service des Antiquités de l’Egypte. Supplément 6). Kairo 1947
- Une collection de pierres sculptées au Musée copte du Vieux-Caire (Collection Abbàs el-Arabi) . Kairo 1948.
- Le „Doctor Faustus“ de Thomas Mann et ses modèles. In Revue du Caire. Band 160, 1953, S. 384–404.
- Survivance et migration. In: Mélanges islamologiques. Band 1, 1954, S. 81–93.
- La Femme au voile dans l’iconographie copte. In: Bulletin de la Faculté des Arts de l’Universite d’Alexandrie. Band 9, 1955, S. 69–77.
- Die Antithetik im Werke Thomas Manns. In: Bulletin de la Faculté des Arts de l’Universite d’Alexandrie. Band 13, 1959, S. 47–96.
- Porträts aus dem Wüstensand. Die Mumienbildnisse aus der Oase Fayum. Schroll, Wien 1961.
- Ägyptische Wirkereien. Hallwag, Bern 1962.
- Vom Mumienbildnis zur Ikone. Harrassowitz, Wiesbaden 1969.
- Die Kunst im christlichen Ägypten. Schroll, Wien / München 1974, ISBN 3-7031-0384-1.
- Der Schrei. Signum einer Epoche. Das expressionistische Jahrhundert. Bildende Kunst, Lyrik und Prosa, Theater. Brandtstätter, Wien 1985.
- Das dreimalige Exil. In: Vertriebene Vernunft. Emigration und Exil österreichischer Wissenschaft. 1. 1930–1940. Jugend und Volk, Wien 1987, S. 544–572, ISBN 978-3-8258-7372-1 (2. Auflage, LIT, Münster 2004).
- Kunstgeschichte und Nationalsozialismus. In: Friedrich Stadler (Hrsg.): Kontinuität und Bruch 1938–1945–1955. Beiträge zur österreichischen Kultur und Wissenschaft. Wien / München 1988, S. 283–298.
- Eine Heimkehr gibt es nicht. Ein österreichisches curriculum vitae. Löcker, Wien 1988, ISBN 3-85409-129-X (Memoiren).
- Zur Genese der koptischen Kunst. Ikonographische Beiträge (= Stichwort Kunstgeschichte.). Böhlau, Wien 1991, ISBN 3-205-05398-2.
- Visuelle Beschwörung, autonomes Kunstwerk, Ideograph. Eine Begriffsklärung. Böhlau, Wien 1997, ISBN 3-205-98686-5.

## Ausstellung
- Verfolgt. Verlobt. Verheiratet. Scheinehen ins Exil. Mai bis Oktober 2018, Jüdisches Museum Wien Standort Judenplatz, Kuratorinnen Sabine Bergler, Irene Messinger (darin: Hilde Zaloscer); ihr ägyptisches Passfoto von 1957 (hier).
  - Katalog: gleicher Titel, Hgg. wie Kuratorinnen, Verlag wie Aussteller, ISBN 3-901398-85-6.